# Саракташ
Саракта́ш (рос. Саракташ) — селище, центр Сарактаського району Оренбурзької області, Росія.

## Історія
Селище засноване як залізнична станція біля станиці Воздвиженської (нині селище Воздвиженка) в ході розпочатого в 1913 році будівництва залізниці Оренбург-Орськ..

## Населення
Населення — 17235 осіб (2010; 17510 у 2002).
Національний склад (станом на 2002 рік):
- росіяни — 76 %

## Господарство
Залізнична станція за 105 км на схід від Оренбурга.